# Februari
Februari är årets andra månad i den gregorianska kalendern och har 28 dagar (29 under skottår) och är därmed årets kortaste månad, då alla andra månader har 30 eller 31 dagar. Den innehåller årets 32:a till 59:e dag (32:a till 60:e under skottår).
Ursprungligen inleddes det romerska året med månaden mars, men kalendern sträckte sig då till december (som därmed var den tionde månaden). Perioden från decembers slut till mars början betecknades bara som "vinter", innan den romerske kungen Numa Pompilius på omkring 700 f.Kr. lät införa månaderna januari och februari, som därmed blev den elfte respektive tolfte månaden. Vid denna tid hade månaderna inte den längd de har idag, utan var något kortare (vissa hade 29 dagar och vissa 30). Det innebar att det romerska året var 354 dagar, alltså 11 dagar kortare än det nuvarande. Det ledde till att det ibland fick läggas in en skottmånad, för att kalendern inte skulle komma ur fas med årstiderna och den lades vid årets slut, som var i slutet av februari. År 153 f.Kr. förlades det romerska årets början till den 1 januari, vilket innebar att februari därmed blev den andra månaden i stället för tolfte, men skottmånaden fortsatte att läggas vid slutet av denna månad. När sedan den julianska kalendern infördes 45 f.Kr. och månaderna förlängdes, så att man inte längre behövde en skottmånad, utan bara en skottdag vart fjärde år, fick den av tradition fortsätta att ligga i slutet av februari, trots att detta nu alltså var i början och inte i slutet av året. Denna tradition har följt med även till den gregorianska kalendern, men sedan år 2000 har skottdagen förlagts till den 29 februari och inte, som förut, till den 24.
Namnet februari kommer av latinets Februarius, som i sin tur kommer från den etruskiska guden Februus namn.

## Göjemånad
Februari kallades förr i Sverige för göjemånad, (se gammelnordiska kalendern) och i Danmark för blidemåned. "Göj" är troligen samma ord som det gamla isländska gói, som även kan skrivas gæ, vilken eventuellt betyder ”tunn snö” eller "spårsnö". Det är eventuellt släkt med det grekiska ordet chion som betyder "snö". Göjemånad kan med denna tolkning översättas med snömånad.
I nordisk mytologi associeras namnet med Goe, som var dotter till kung Torre.

## Det händer i februari

### Högtider

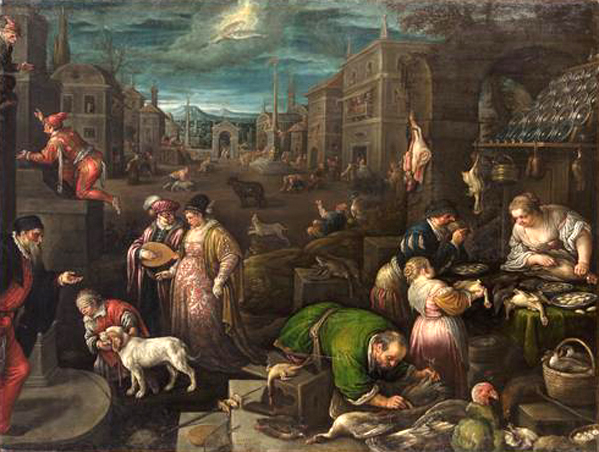
Februari, Leandro Bassano

- Dominikanska republiken firar sin självständighets- och nationaldag den 27 februari.
- Alla hjärtans dag firas den 14 februari.
- Det kinesiska nyåret firas. Det inträffar första dagen med nymåne mellan 21 januari och 20 februari.
- Kyndelsmässodagen infaller den 2 februari.
- Samernas nationaldag, 6 februari sedan 1996[2]
- Japans national dag, Kenkoku Kinen no Hi, den 11 februari[3]

### Sport
- Olympiska vinterspelen brukar hållas den här tiden vart fjärde år.
- Inom skidsport brukar världsmästerskap hållas.

### Arrangemang
- Melodifestivalens turné brukar börja den här månaden (sedan 2002). Fram till 2001 brukade Melodifestivalens då enda uttagning avgöras i februari.

## Samband
- Februari börjar alltid på samma veckodag som mars och november om det inte är skottår, och samma veckodag som augusti om det är skottår. Under skottår börjar och slutar februari med samma veckodag, vilket aldrig sker annars (vare sig med februari eller någon annan månad).